# Juana la Loca (film)
Pour plus de détails, voir Fiche technique et Distribution.
Ne doit pas être confondu avec Jeanne Ire de Castille.
Juana la Loca est un film espagnol de Vicente Aranda, sorti en 2001. Il est adapté de la pièce de théâtre La locura de amor de Manuel Tamayo y Baus. Le film est surtout célèbre pour l'interprétation mémorable de Pilar López de Ayala dans le rôle-titre, qui lui a valu la Coquille d'argent à Saint-Sébastien et le Goya de la meilleure actrice.

## Synopsis
Jeanne, fille des Rois catholiques, épouse Philippe, fils de l'Empereur Maximilien d'Autriche. Il s'agit d'une union politique, mais la princesse s'éprend de son mari, jusqu'à la folie.

## Fiche technique
- Réalisation : Vicente Aranda
- Scénario : Vicente Aranda et Antonio Larreta, d'après la pièce de Manuel Tamayo y Baus (1855)
- Photographie : Paco Femenia
- Montage : Teresa Font
- Musique : José Nieto
- Pays d'origine :  Espagne
- Langue originale : espagnol
- Durée : 110 minutes
- Dates de sortie :
  - Espagne : 28 septembre 2001
  - Belgique : 4 avril 2009

## Distribution
- Pilar López de Ayala : Jeanne la Folle
- Daniele Liotti : Philippe le Beau
- Rosana Pastor : Elvira
- Giuliano Gemma : le Seigneur de Veyre
- Roberto Álvarez : l'Amiral de Castille
- Eloy Azorín : Álvaro de Zúñiga
- Guillermo Toledo : le Capitaine Corrales
- Susi Sánchez : Isabelle la Catholique